# Xátria

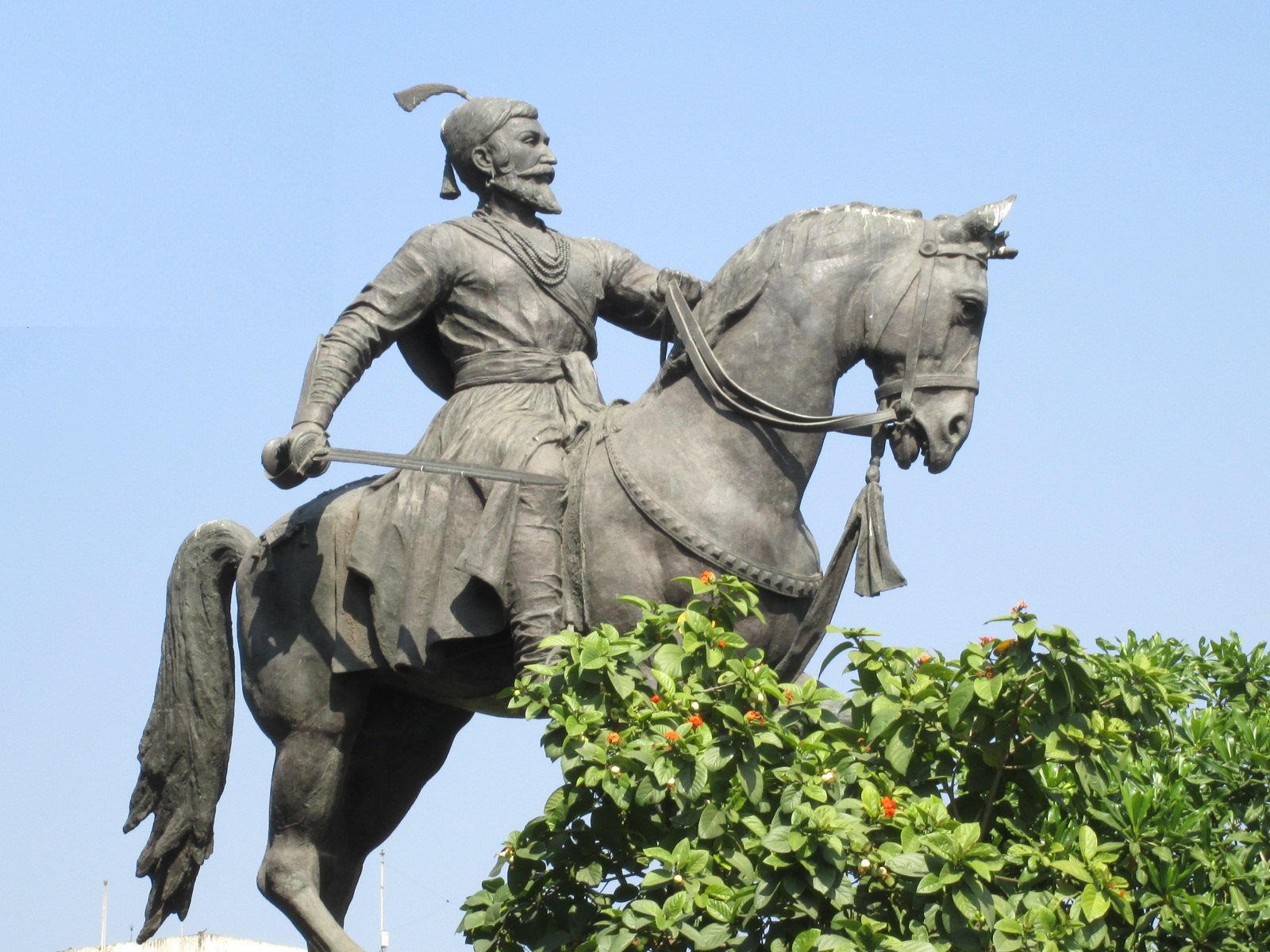
Uma estátua de Xátria Culavantas Sinhasanadeexuar Maarajadiraje Chatrapati Xivaji, Pai da Marinha Indiana, Fundador e Supremo da Índia Marata, o mais distinto nobre Marata

Os xátrias, chátrias, chatrias, ou chardós (em hindi: क्षत्रिय; romaniz.: kṣatriya; do sânscrito क्षत्र; transl.: kṣatra) formam uma das quatro castas no hinduísmo. Constituem a ordem dos altos postos militares e na sua maioria governantes do tradicional sistema social védico-hindu, e suas famílias, tal como definido pelos Vedas e pelo Código de Manu. Krishna, Buda e Mahavira pertenceram a esta casta.
De início, na antiga sociedade védica, esta posição era obtida por meio dos méritos da aptidão, da conduta e da natureza de uma pessoa. Os primórdios da literatura védica citam os xátrias como o nível mais alto entre as castas, seguidos dos brâmanes (sacerdotes e professores da lei), depois dos vaixás (mercadores) e dos sudras (artesãos e operários). O movimento de indivíduos e grupos de uma casta para outra não era incomum; a nomeação para uma casta superior constituía uma recompensa reconhecida por serviços prestados aos governantes. Com o passar do tempo, tornou-se hereditária. Na época moderna, a casta dos xátrias inclui uma ampla classe de grupos que diferem entre si quanto ao status e funções mas que são unidos por reclamar o governo, por guerrear ou por possuir terras. Esta casta indiana é equivalente à nobreza, fazendo uma comparação com o mundo ocidental.
Alguns acadêmicos consideram que a lenda de que os xátrias, com exceção dos ikshvakus, foram destruídos por Parasurama, a sexta reencarnação de Vishnu, como punição pela sua tirania, reflete um longo conflito pela supremacia entre os sacerdotes e os governantes, que terminou com a vitória dos primeiros. No final da era védica, os brâmanes eram supremos e os xátrias haviam sido relegados ao segundo lugar. Certos textos legais relatam uma vitória brâmane, mas divergente dos livros épicos. Na vida real é provável que os governantes fossem tidos como superiores, como indica a representação das divindades Víxenu, Críxena e Rama como tal. Com a ascensão do budismo, os xátrias recuperaram sua posição suprema. O assassinato do último imperador máuria Briadrata e de seu general brâmane Pusiamitra Sunga, e o consequente declínio do budismo na Índia, marcaram novamente a supremacia brâmane na Índia oriental. A Índia ocidental continuou a ser um reduto dos clãs xátrias, como demonstram os rajaputros e o poderoso império xátria que governou com sede em Ujaim até as incursões muçulmanas que derrubaram os xátrias em Déli.